# قراقورغان
قراقورغان هي بلدة في مقاطعة مرحمت في ولاية أنديجان في أوزبكستان.